# 13841 Бланкеншіп
13841 Бланкеншіп (13841 Blankenship) — астероїд головного поясу, відкритий 6 грудня 1999 року.
Тіссеранів параметр щодо Юпітера — 3,518.